# Most Groszowy
Most Groszowy w Opolu zw. Zielony mostek, Most Zakochanych – most stanowiący przeprawę nad kanałem Młynówka przeznaczony dla pieszych i rowerzystów. Łączy bezpośrednio ul. Mozarta z ul. Piastowską i ul. Strzelców Bytomskich.

## Historia
Most Groszowy został powołany przez władze Opola w 1858 roku. "Komitet upiększania miasta", który planował przejąć wyspę od zamku, rozplanował ulice i wyznaczył działki pod zabudowę willową, a także udostępnił mieszkańcom park zamkowy i park nad Odrą. Ulica Mozarta prowadząca do mostku ze względu na funkcję promenowania była nazywana "Promenadową"'. W XIX wieku głównym miejscem spacerów był znajdujący się na ulicy Krakowskiej trakt. Zachodnia strona ulicy Krakowskiej żartobliwie była nazywana przez mieszkańców Opola "Drogą do małżeństwa" (niem. "Heiratstrottoir"), co później opisał w 1879 roku K. Urbanek z Gliwic w swoich wspomnieniach podczas swojego pobytu w Opolu.
Most Groszowy na Młynówce przeznaczony dla pieszych powstał w 1894 roku. Dwuprzęsłowy most został zbudowany w 1903 roku. Nazwa mostu pochodzi stąd, iż kiedyś za przejście przez most były pobierane opłaty w wysokości jednego grosza. Most został w całości wykonany ręcznie, metalowe elementy mostu są kute ręcznie.
Od 2010 roku Most Groszowy jest podświetlany nocą.

## Galeria mostu

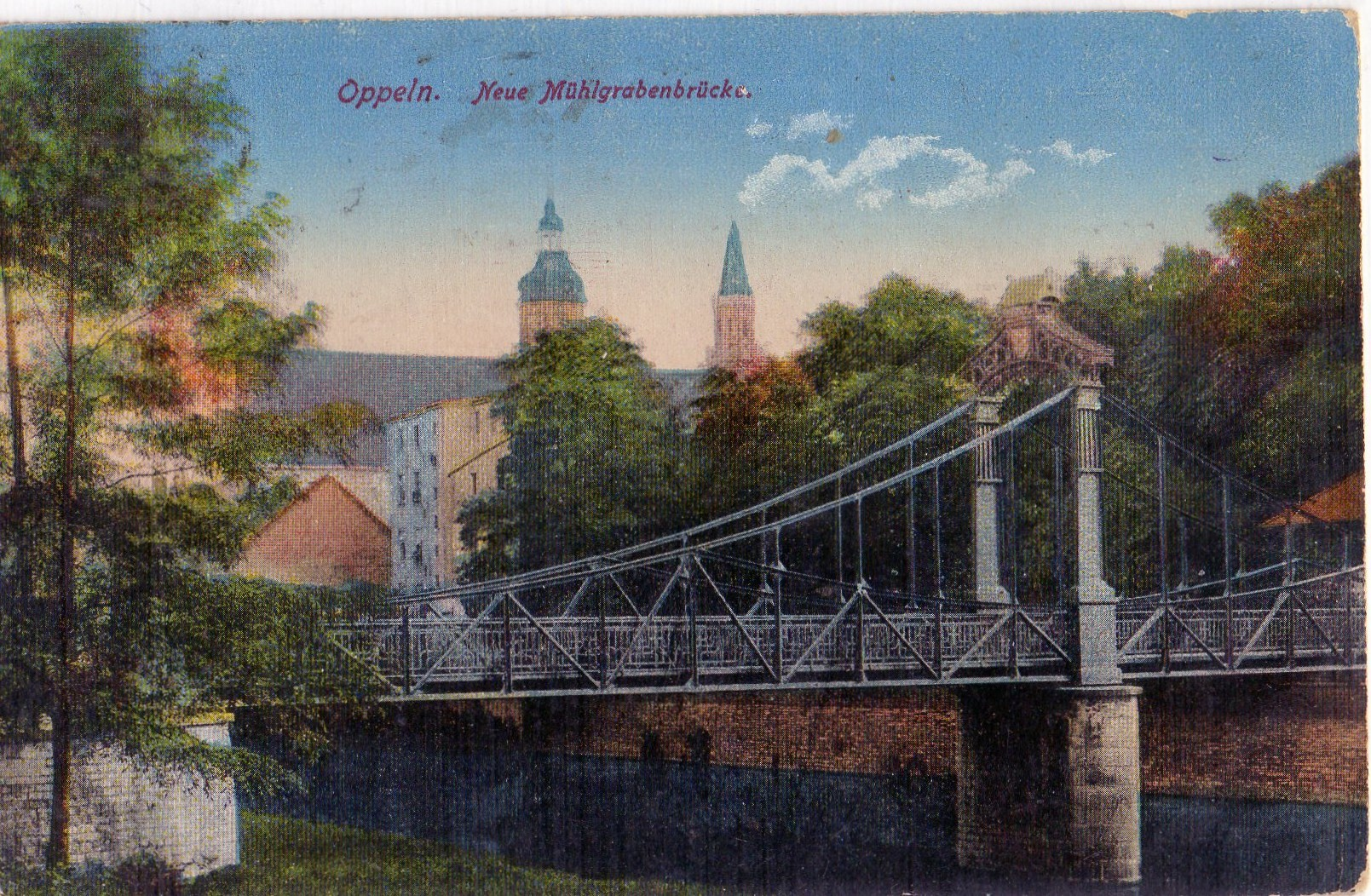
Pocztówka mostu z 1917 roku
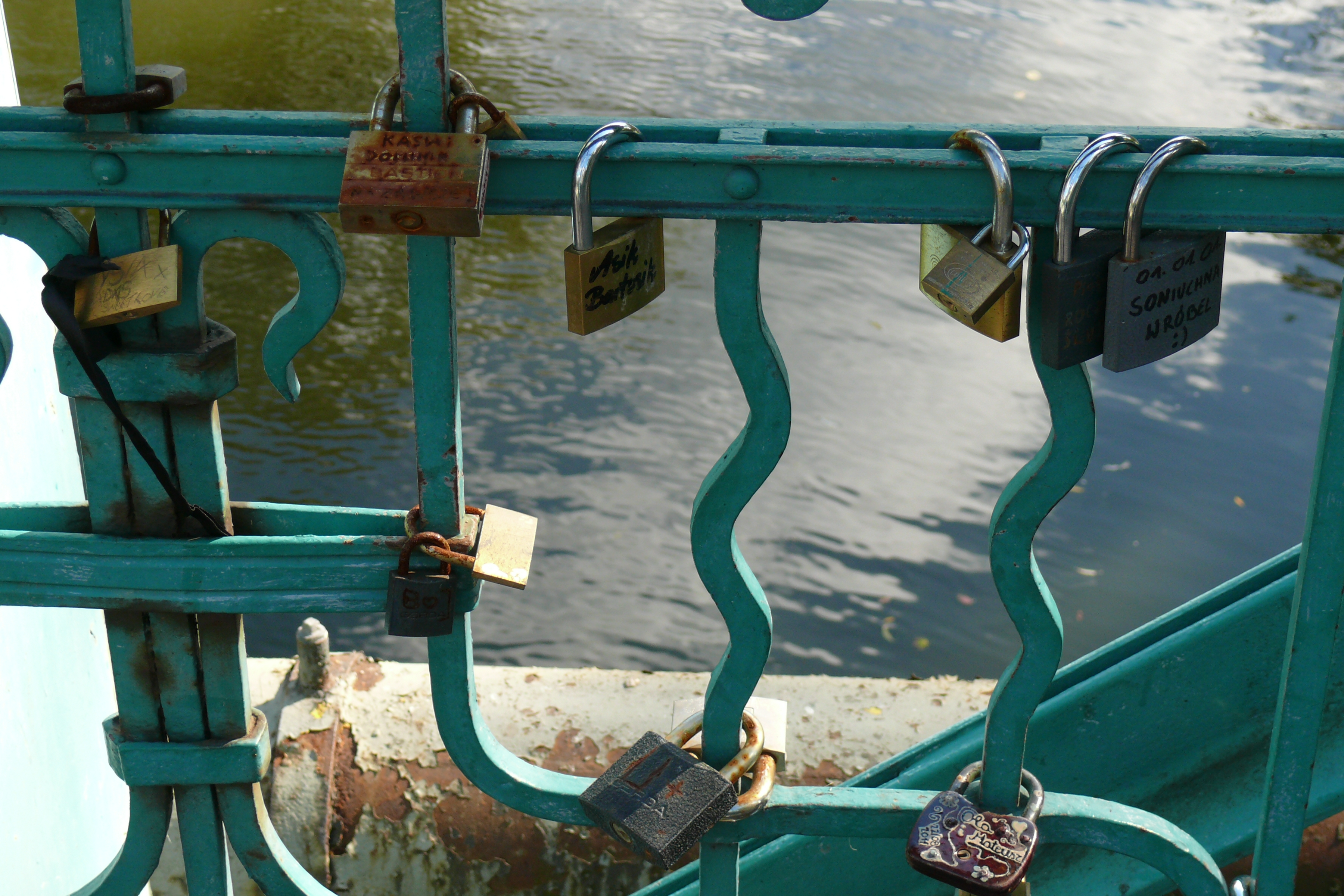
Kłódki miłości na moście
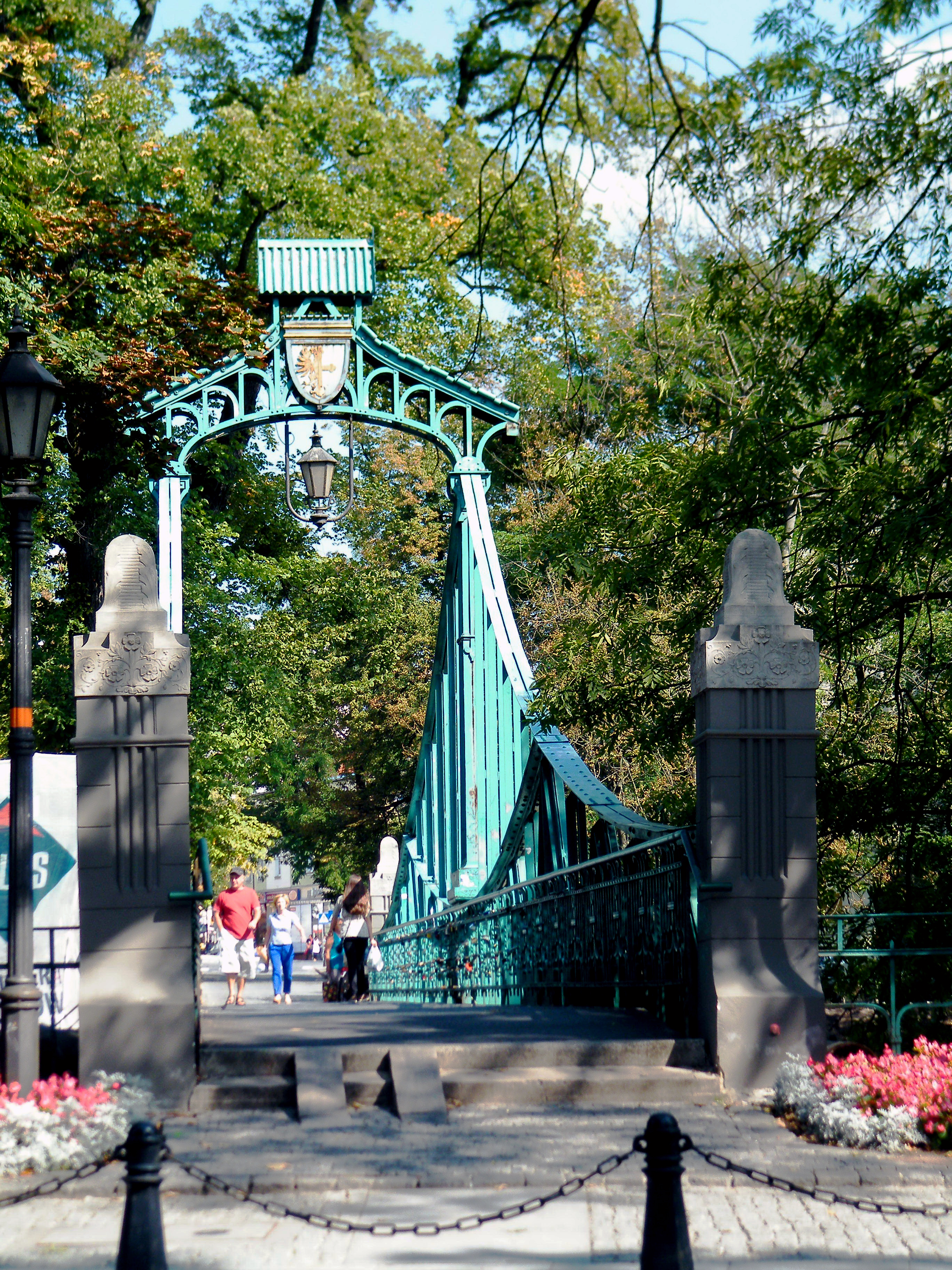
Wejście od ul. Piastowskiej
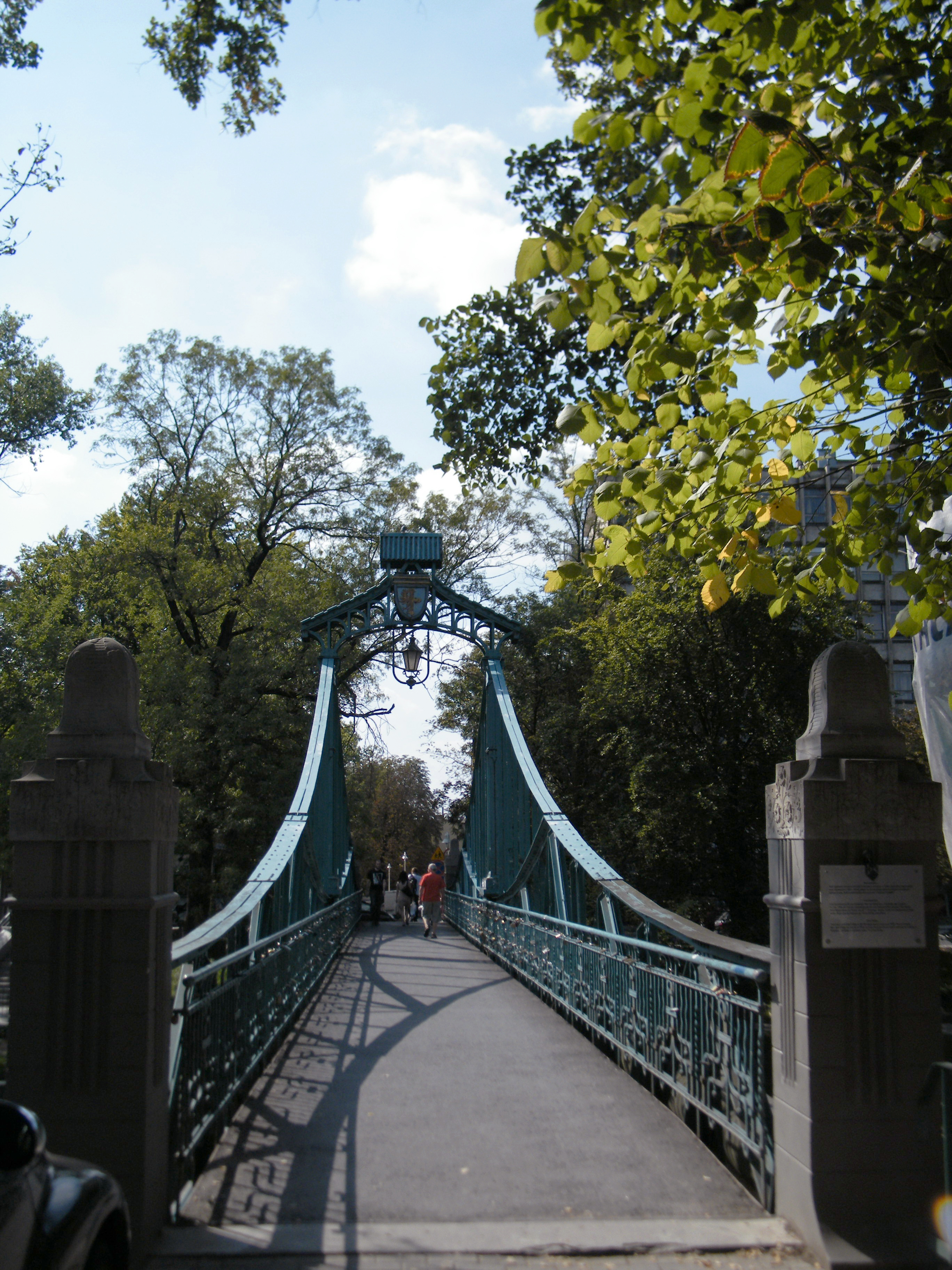
Wejście od ul. Mozarta
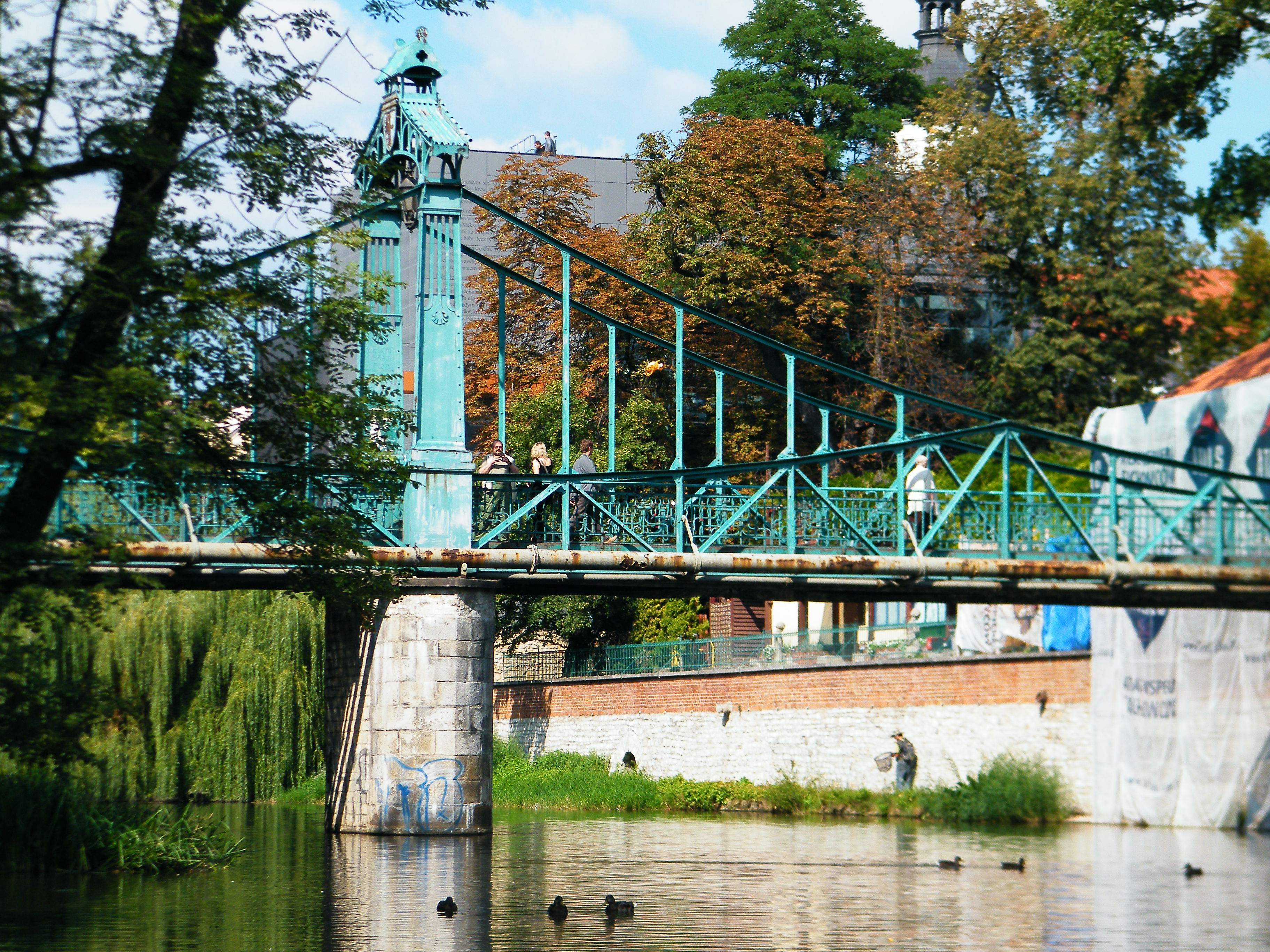
Widok z brzegu